# Harry P. Cain

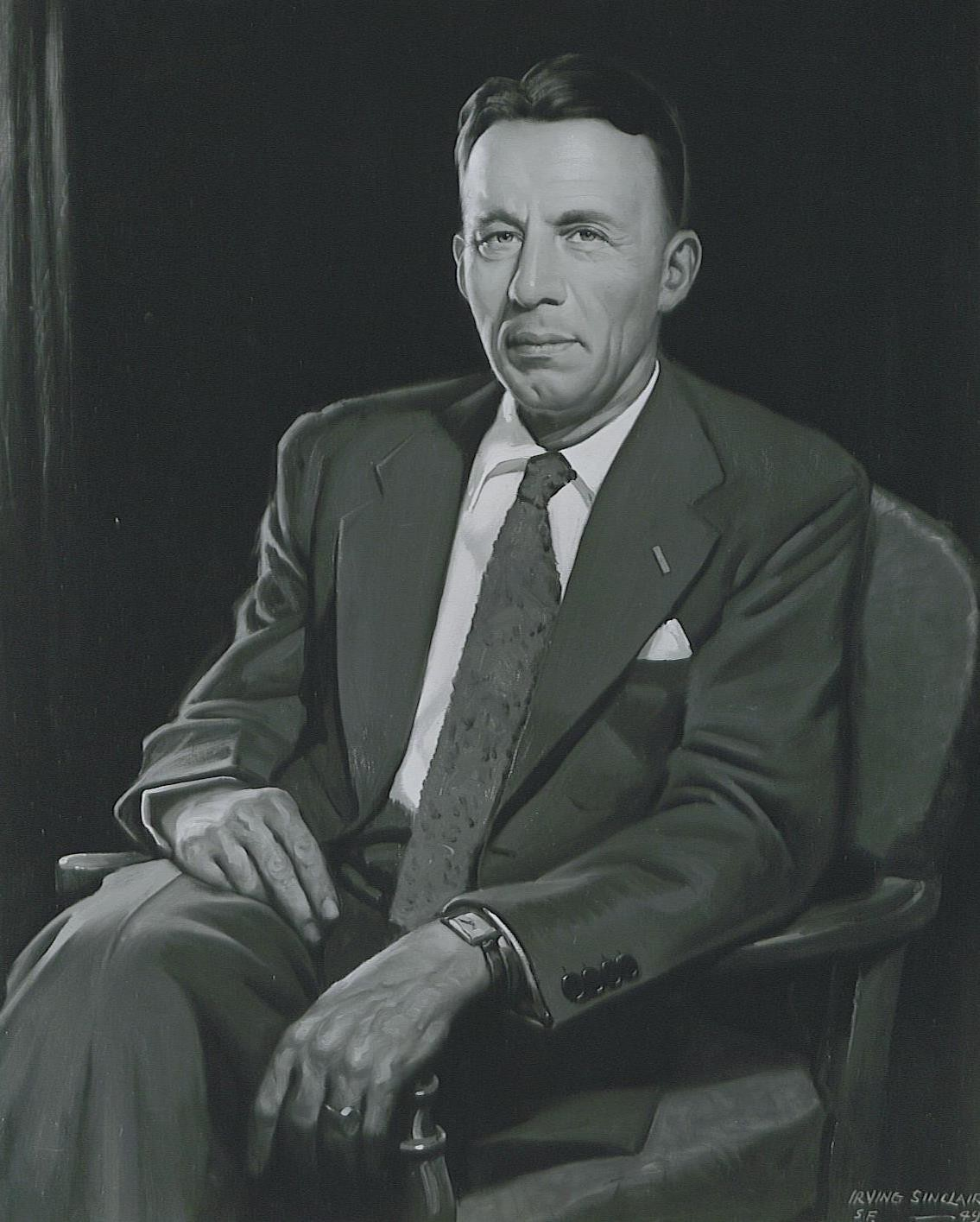
Harry Pulliam Cain

Harry Pulliam Cain (* 10. Januar 1906 in Nashville, Tennessee; † 3. März 1979 in Miami Lakes, Florida) war ein US-amerikanischer Politiker, der den Bundesstaat Washington im US-Senat vertrat.

## Biografie

### Frühes Leben
Harry Cain zog 1911 im Alter von fünf Jahren mit seinen Eltern nach Tacoma in Washington, wo er die Schule besuchte. Seine Ausbildung setzte er danach an der Hill Military Academy in Portland, Oregon, fort und machte 1929 seinen Universitätsabschluss in Betriebswirtschaftslehre an der University of the South in Sewanee, Tennessee. Um sich das Studium zu finanzieren, war er von 1924 bis 1925 Mitarbeiter bei einer Zeitung in Portland. Auslandsaufenthalte während seines Studiums führten Cain unter anderem nach England und Deutschland. Von 1929 bis 1939 erhielt Cain seine erste Anstellung in einem Bankhaus in Tacoma.

### Politische Karriere
Cain wurde 1940 im Alter von 34 Jahren zum Bürgermeister von Tacoma gewählt und 1942 in diesem Amt bestätigt. Im Mai 1943 meldete er sich freiwillig als Soldat bei der United States Army und wurde auf europäische Kriegsschauplätze entsandt. Nach seiner Rückkehr in die Staaten, im Herbst 1945, nahm er seine Verpflichtungen als Bürgermeister von Tacoma wieder auf und amtierte bis zum 15. Juni 1946.
Im November desselben Jahres wurde Cain als Parteimitglied der Republikaner in den Senat der Vereinigten Staaten gewählt und vertrat Washington dort in der Zeit vom 26. Dezember 1946 bis zum 3. Januar 1953. Eine Wiederwahl im Jahr 1952 war nicht von Erfolg gekrönt. Im Jahr 1953 wurde Cain Mitglied des Subversive Activities Control Board, eines Ausschusses, der sich mit der Infiltration der USA durch die Kommunisten beschäftigte. Cain saß bis 1956 in diesem Gremium.

### Spätes Leben und Tod
1957 zog Cain von Washington nach Miami Lakes, Florida, wo der Senator die letzten zwei Jahrzehnte seines Lebens verbrachte. Er war weiterhin im Bankwesen tätig und engagierte sich in sozialen Angelegenheiten. Nach seinem Tod, im Jahr 1979, wurde sein Leichnam eingeäschert und die Asche auf einem Golfplatz bei Bethesda, Maryland verstreut.